# یوکاری‌بوک (مرزیفون)
یوکاری‌بوک (به ترکی استانبولی: Yukarıbük) یک منطقهٔ مسکونی در ترکیه است که در مرزیفون واقع شده‌است.